# Вилијам Томас Бланфорд
Вилијам Томас Бланфорд (енгл. William Thomas Blanford; Лондон, 7. октобар 1832 — Лондон, 23. јун 1905) био је енглески геолог и зоолог, специјалиста за пужеве и кичмењаке, председник геолошког друштва у Лондону (1888), члан Краљевског друштва. За истраживање из области геологије и зоологије Британске Индије добио је Воластонову медаљу (1883) и краљевску медаљу (1901). Брат је познатог англо-индијског метеоролога и палеонтолога Хенрија Франсиса Бланфорда.

## Биографија
Вилијам се школовао у приватним школама у Брајтону и Паризу. Онда је отишао у Италију, где је 2 године радио у трговачкој кући. Вратио се у Британију 1851. године и наставио школовање у Краљевској школи рудника. Он је затим 10 година провео на рударском факултету у Фрајбергу. Крајем 1854. године он и његов брат Хенри Франсис Бланфорд добили су позицију у Геолошкој служби Индије. Тамо је остао 27 година до своје пензије (1882). После пензионисања преузео је уредништво фауне британске Индије, Укључујући Шри Ланку и Бурму.

## Описани таксони
- Paradoxurus jerdoni
- Vulpes cana[3]
- Cremnoconchus syhadrensis
- Gerbillus nanus
- Hirundo aethiopica
- Pristurus rupestris
- Rhacophorus dennysi
- Stenodactylus doriae
- Timon princeps

## Таксони названи по научнику
- Blanfordia (A. Adams, 1863)
- Calandrella blanfordi (Shelley, 1902)
- Draco blanfordii (Boulenger, 1885)
- Acanthodactylus blanfordii (Boulenger, 1918)
- Psammophilus blanfordanus (Stoliczka, 1871)
- Leptotyphlops blanfordii (Boulenger, 1890)